# Арепина, Ия Алексеевна
И́я Алексе́евна Аре́пина (2 июля 1930, Ардатов — 24 июля 2003, Москва) — советская и российская актриса театра и кино.

## Биография
Родилась 2 июля 1930 года в Ардатове (ныне Мордовия), была седьмым ребёнком в многодетной семье. С началом Великой Отечественной войны семье пришлось узнать и голод, и нужду.
С детских лет мечтала стать киноактрисой.

«Я старалась смотреть все фильмы, которые „крутили“ у нас в Ардатове, хотя деньги на это было выпросить непросто. Обычно я их зарабатывала, торгуя укропом…»
В 1947 году, в возрасте 17 лет она отправилась в Москву поступать во ВГИК. На приёмных турах она предстала перед приёмной комиссией ВГИКа в довольно нелепом виде: маленькая блондинка с причёской — два нелепых хвостика, вместо светлых бровей — жирно нарисованные чёрные дуги. Читала она монолог Павла Власова из М. Горького, стихотворение Н. А. Некрасова «Суров ты был, ты в молодые годы учил рассудку страсти подчинять…»
Ещё учась во ВГИКе, сыграла свою дебютную роль в кинофильме «Степные зори», однако фильм «лёг на полку». На съёмках фильма она познакомилась с кинооператором Юлием Куном, который стал её первым мужем. У них родился сын Юлий, но вскоре брак распался.
В 1954 году окончила ВГИК, (мастерская В. В. Ванина, В. В. Белокурова) и стала работать в Театре-студии киноактёра.
В 1950-е годах активно снималась в кино. Она приняла участие в таких известных фильмах, как «Большая семья», «Илья Муромец», «Хождение за три моря». Лауреат Каннского кинофестиваля за 1955 год в номинации «Лучший актёрский ансамбль» за фильм «Большая семья». Настоящая слава пришла к артистке в 1959 году после картины «Капитанская дочка». Роль Маши Мироновой в фильме В. П. Каплуновского стала одной из самых удачных ролей Арепиной и принесла ей всемирную известность. Затем были удачные роли в известных фильмах: Стася в историко-революционном фильме «Красные листья», Мими в драме «Борец и клоун».
В начале 1990-х у актрисы появились проблемы со здоровьем. В 1991 и 1992 году она перенесла два инфаркта, а в 1994 году у неё обнаружили астму.
Жила в Москве на Волгоградском проспекте, дом 114, корп. 1.
Скончалась на 74-м году жизни 24 июля 2003 года, похоронена в Москве на Николо-Архангельском кладбище.

### Семья
Первым мужем Ии Арепиной был оператор кино Ю. М. Кун, в браке родился сын Юлий (род. 12 апреля 1955) — преподаватель телевизионного мастерства, оператор и режиссёр, внуки — Юлий (род. 9 июня 1981) — режиссёр компьютерной графики, и Артур (род. 1 ноября 1986).
Второй муж Вадим Мильштейн.
После распада второго брака Ия Арепина родила дочь Ладу (1968).

## Роли в театре
- «Снегурочка» А. Н. Островского — Снегурочка
- «Егор Булычов и другие» М. Горького — Шурка
- «Гроза» А. Н. Островского — Варвара
- «Русские люди» К. Симонова — Шура
- «Каждый осенний вечер» — фильм-спектакль — Анна

## Роли в кино
- 1953 — Степные зори — Варя
- 1954 — Большая семья — Тоня Журбина
- 1955 — Земля и люди — студентка
- 1956 — Илья Муромец — Алёнушка
- 1956 — Девушка с маяка — Марийка
- 1957 — Хождение за три моря — Дуняша
- 1957 — Борец и клоун — Маруся «Мими» Николаевна
- 1957 — Всего дороже — Полинка, сестра Романа
- 1958 — Под стук колёс — Настя
- 1958 — Красные листья — Стася Яновская
- 1958 — На дорогах войны — Вера
- 1958 — Капитанская дочка — Мария Ивановна Миронова
- 1959 — Особый подход — Оля, заведующая детским садом
- 1959 — Хмурый Вангур — Наташа, студентка
- 1961 — После бала (короткометражный) — Варенька Бутырлина
- 1962 — Когда разводят мосты — Инга
- 1964 — Каждый осенний вечер — Анна
- 1965 — Война и мир — девушка в доме Ахросимовой, передавшая Наташе письмо
- 1967 — Происшествие, которого никто не заметил — эпизод
- 1972 — Мальчишки — народ хороший — мать Романа
- 1973 — Калина красная — сестра Егора Прокудина
- 1973 — Транзит на север (фильм-спектакль) — Аглая
- 1976 — Здесь мой причал — врач
- 1978 — Предварительное расследование — секретарша в райкоме
- 1979 — Что-то с телефоном — мать Вадима
- 1982 — Печники — учительница
- 1986 — На пороге — эпизод
- 1988 — Не забудь оглянуться — жена Филиппа Кузьмича
- 1992 — Бег по солнечной стороне — эпизод